# Конвенция по защите подводных телеграфных кабелей
Конвенция по защите подводных телеграфных кабелей — многосторонний договор, подписанный в 1884 году с целью защиты подводных коммуникационных кабелей, которые начали прокладывать в XIX веке.

## Содежнание
Конвенция объявила наказуемым преступлением повреждение подводных кабелей связи. Кроме того, все суда должны были оставаться на расстоянии 1 морской мили (1,9 км) от кабельных судов во время работы. Любое судно, которое случайно зацепило трос и пожертвовало своими рыболовными сетями, чтобы не сломать его, должно будет получить компенсацию за потерянное оборудование.

## Участники
Конвенция была подписана, ратифицирована и принята её участниками. Ряд зависимых территорий ратифицировали конвенцию или действие конвенции распространилось и на них.
Для государств, которые не были первоначальными подписавшими, указывается дата, когда они приняли конвенцию.
| Государство              | Дата подписания | Дата ратификации | Примечания |
| ------------------------ | --------------- | ---------------- | --- |
| Алжир                    | –               | 1976             | |
| Аргентина                | 1884            | 1885             | |
| Австралия                | –               | 1901             | После образования федерации, Австралия приняла ратификации Нового Южного Уэльса, Квинсленда, Южной Австралии, Тасмании, Виктории и Западной Австралии, чтобы они применялись к Содружеству Австралии.                                                                        |
| Австро-Венгрия           | 1884            | 1885             | Австрия и Венгрия представили отдельные уведомления о правопреемстве. |
| Австрия                  | –               | 1921             | Уведомление о правопреемстве ратификации Австро-Венгрией. |
| Бельгия                  | 1884            | 1885             | |
| Бразилия                 | 1884            | 1885             | |
| Канада                   | –               | 1888             | Расширение по запросу Соединенного Королевства для охвата Канады. |
| Капская колония          | –               | 1888             | Эта ратификация больше не имеет силы ни для одного государства; ЮАР не заявила о своем правопреемстве в отношении ратификации. |
| Колумбия                 | 1884            | –                | |
| Коста-Рика               | 1884            | 1885             | |
| Чехословакия             | –               | 1925             | Ратификация больше не имеет силы ни для одного государства; ни Чешская Республика, ни Словакия не заявили о своем правопреемстве в отношении ратификации. |
| Данциг                   | –               | 1926             | Ратификация не была унаследована ни одним государством. |
| Дания                    | 1884            | 1885             | |
| Доминиканская Республика | 1884            | 1885             | |
| Сальвадор                | 1884            | 1885             | |
| Фиджи                    | –               | 1971             | |
| Франция                  | 1884            | 1885             | |
| Германская империя       | 1884            | 1885             | |
| Греция                   | 1884            | 1888             | |
| Гватемала                | 1884            | 1885             | |
| Венгрия                  | –               | 1922             | Уведомление о правопреемстве ратификации Австро-Венгрией. |
| Иран (Персия)            | 1884            | –                | |
| Италия                   | 1884            | 1885             | |
| Япония                   | –               | 1884             | |
| Люксембург               | 1884            | 1885             | |
| Мальта                   | –               | 1968             | |
| Наталь                   | –               | 1888             | Ратификация больше не имеет силы ни для одного государства; ЮАР не заявила о своем правопреемстве в отношении ратификации. |
| Нидерланды               | 1884            | 1885             | Также применяется к колониям Голландской Ост-Индии, территории Кюрасао и Суринама (1892 г.). В настоящее время все еще применяется к территориям, составляющим территорию Кюрасао: Аруба (1986 г.), Кюрасао (2010 г.), Синт-Мартен (2010 г.), Карибские Нидерланды (2010 г.) |
| Ньюфаундленд             | –               | 1888             | Расширение по запросу Соединенного Королевства для охвата Ньюфаундленда; ратификация теперь относится к Канаде. |
| Новый Южный Уэльс        | –               | 1888             | Ратификация теперь включена в приложение конвенции к Австралии. |
| Новая Зеландия           | –               | 1888             | Расширение по запросу Соединенного Королевства для охвата Новой Зеландии. |
| Норвегия                 | –               | 1905             | Конвенция ранее применялась к Норвегии через ратификацию Шведско-Норвежской унии. |
| Османская империя        | 1884            | 1885             | Эта ратификация теперь применяется к Турции. |
| Польша                   | –               | 1934             | |
| Португалия               | 1884            | 1885             | |
| Квинсленд                | –               | 1886             | Ратификация теперь включена в приложение конвенции к Австралии. |
| Румыния                  | 1884            | 1886             | |
| Россия                   | 1884            | 1885             | |
| Сербия                   | 1884            | 1885             | до современной Сербии ратификацию признавали Югославия и Сербия и Черногория. |
| Южная Австралия          | –               | 1885             | Ратификация теперь включена в приложение конвенции к Австралии. |
| Испания                  | 1884            | 1885             | |
| Шведско-норвежская уния  | 1884            | 1885             | Эта ратификация теперь распространяется на Швецию. |
| Тасмания                 | –               | 1888             | Ратификация теперь включена в приложение конвенции к Австралии. |
| Тунис                    | –               | 1889             | |
| Великобритания           | 1884            | 1885             | |
| США                      | 1884            | 1885             | |
| Уругвай                  | 1884            | 1885             | |
| Виктория                 | –               | 1885             | Ратификация теперь включена в приложение конвенции к Австралии. |
| Западная Австралия       | –               | 1888             | Ратификация теперь включена в приложение конвенции к Австралии. |